# 圣水镇
圣水镇，是中华人民共和国陕西省汉中市南郑区下辖的一个乡镇级行政单位。

## 行政区划
圣水镇下辖以下地区：
圣水寺社区、向阳社区、大沟村、白庙村、南华村、马家嘴村、中营村、后营村、庄房村、山口村、林场村、瓮池村、王营村、堰柳村、山羊村、瓦桥村、廖坝村、新营村、五爱村和青史村。